# Serhij Sydorczuk
Serhij Ołeksandrowycz Sydorczuk, ukr. Сергій Олександрович Сидорчук (ur. 2 maja 1991 w Zaporożu) – ukraiński piłkarz, grający na pozycji pomocnika.

## Kariera piłkarska

### Kariera klubowa
Wychowanek klubu Metałurh Zaporoże, którego barw bronił w juniorskich mistrzostwach Ukrainy (DJuFL). Karierę piłkarską rozpoczął 20 lipca 2008 roku w drugiej drużynie Metałurha Zaporoże, potem występował w drużynie rezerwowej. 23 sierpnia 2009 debiutował w Premier-lidze. 21 grudnia 2012 podpisał kontrakt z Dynamem Kijów.

### Kariera reprezentacyjna
Występował w juniorskiej reprezentacji Ukrainy. 9 października 2014 debiutował w narodowej reprezentacji Ukrainy w wygranym 2:0 meczu z Białorusią, w którym strzelił swojego debiutanckiego gola.